# Crociata hussita

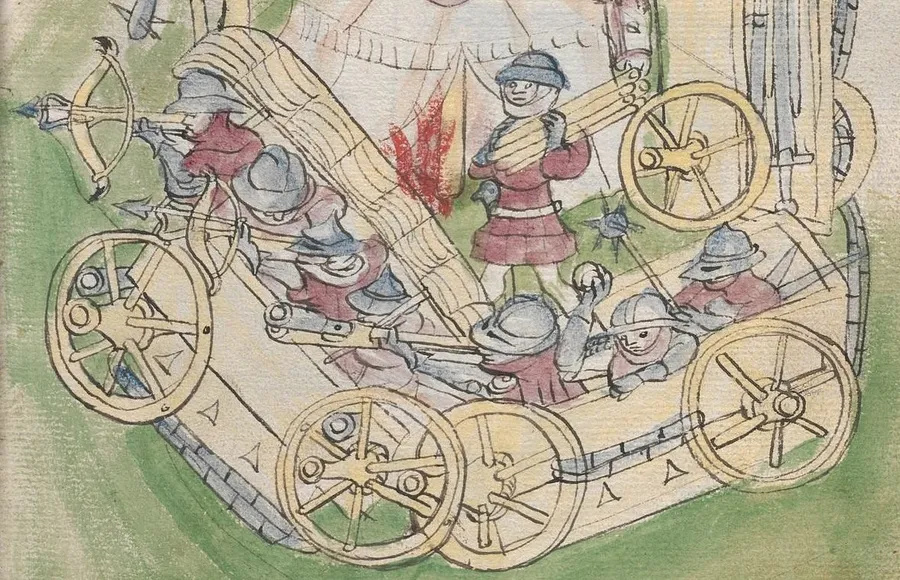
"Fortezza di carri" hussiti in un disegno del XV secolo

La crociata contro gli Hussiti fu una serie di guerre di religione contro gli eretici Hussiti, avvenute a più riprese nell'arco di un quindicennio dal 1419 al 1434.

## Eventi preparatori
L'episodio iniziale, il casus belli, fu offerto dalla prima defenestrazione di Praga nel luglio 1419, quando la fazione taborita, condotta da Jan Troznowski detto Žižka, il condottiero cieco da un occhio, defenestrò sette magistrati del re Venceslao IV (1378-1419), detto il Pigro, che si rifiutavano di rilasciare alcuni loro compagni: i giudici morirono infilzati dalle lance dei soldati che aspettavano sotto le finestre da cui erano stati fatti precipitare.
Un mese dopo morì anche re Venceslao, e il suo fratellastro Sigismondo di Lussemburgo (che aveva avallato l'esecuzione del leader hussita Jan Hus a Costanza e che era re di Germania dal 1410), si proclamò re di Boemia, invadendola con il suo esercito nel marzo dell'anno successivo, in virtù di una bolla papale emanata da Martino V, che dichiarava scomunicati tutti gli Hussiti e indiceva una "crociata" contro di essi.

## Storia

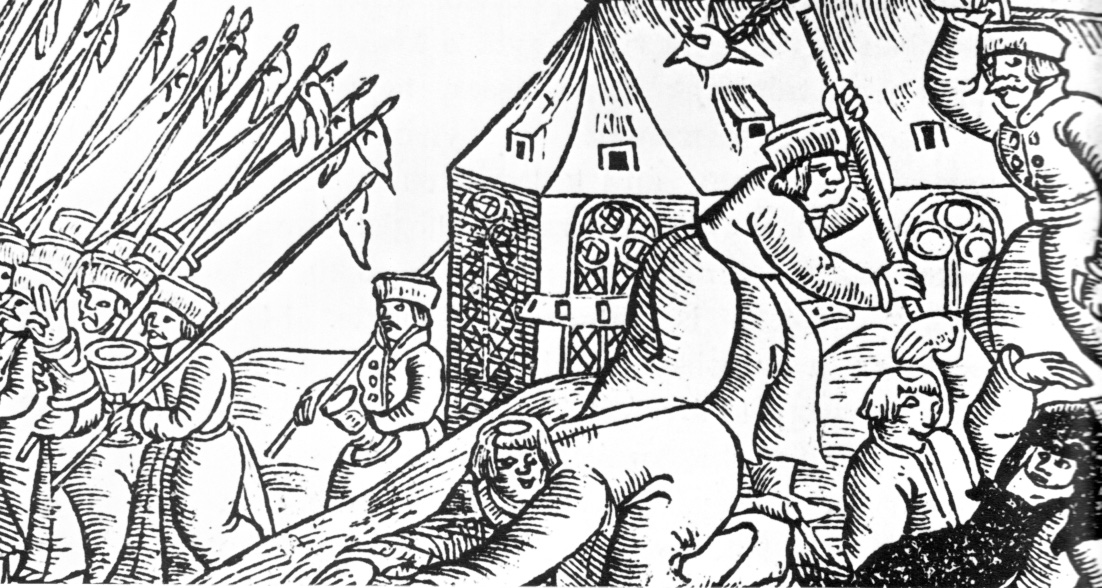
Massacro di hussiti

La crociata fu una disfatta completa per Sigismondo, ripetutamente sconfitto nel corso del 1420 dagli Hussiti di Žižka, che dimostrò di ben meritare la sua fama di comandante. Nel frattempo iniziarono a nascere sette interne alla fede hussita, che era già da tempo divisa in fazioni che provocarono disordini e scontri. In particolare fu la setta degli adamiti di Martin Huska, detto Loquis, a essere oggetto di scandalo: negando la transustanziazione essa incoraggiava la profanazione delle ostie. Perciò, alla fine, Huska venne arrestato, torturato e bruciato su un rogo dentro un barile, mentre i suoi seguaci vennero circondati nel loro accampamento su un'isola del fiume Nežárka e massacrati dal primo all'ultimo.
Alla fine del 1421 i "crociati" tentarono una seconda campagna: la Boemia fu invasa da un nuovo esercito, più grande e potente, ma Žižka (del tutto cieco dal 1421) e i suoi sconfissero anche questa armata a Kuttenberg nel gennaio 1422. Con l'avvento della pace, però, il collante del pericolo esterno, che fino a quel momento aveva tenuto compatti gli Hussiti, venne meno e ripresero le lotte fra le loro varie fazioni. Venne perfino accettata la proposta di passare sotto il governatorato di Sigismondo Korybut, delegato del pretendente al trono Vitoldo, Granduca di Lituania; ma le truppe di Žižka sconfissero Korybut nel 1423, facendo fallire il piano. Nell'ottobre 1424 Žižka morì improvvisamente di peste, durante una spedizione militare contro la Moravia.

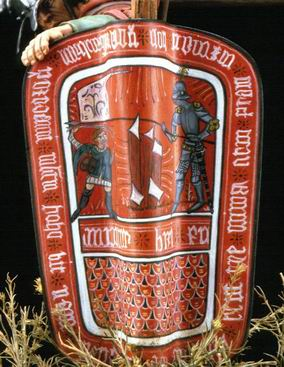
Riproduzione di uno scudo hussita tipo pavese del 1429.

Privo del suo capo, il movimento taborita andò alla deriva, frazionandosi ulteriormente, finché non fu nominato capo Andreas Prokop (o Procopius) (1380-1434), detto il Grande o lo Sbarbato, altrettanto abile del suo predecessore sul piano militare. Prokop sconfisse di nuovo i "crociati" tedeschi ad Aussig (1426) e a Mies (1427) e invase la Lusazia (Lausitz), la Slesia, la Sassonia e la Baviera fino a Norimberga. Nonostante tutto, nel 1430 l'ostinato Papa Martino V avallò e organizzò un'ulteriore "crociata", contando su un esercito di 130.000 uomini comandati dal principe Federico I di Brandeburgo: l'esito fu una nuova sconfitta dei "crociati" a Taus, nella Boemia occidentale, il 14 agosto 1431. Dopo questa ennesima disfatta, i cristiani di rito latino (ancora non è lecito parlare di cattolici) capirono di dover fare delle concessioni e aprirono una trattativa pacifica con gli Hussiti, arrivando alla stesura delle Compactata di Basilea, una serie di deroghe dottrinali che riproducevano i Quattro articoli di Praga.